# Rio Barra Mansa
Rio Barra Mansa är ett vattendrag i Brasilien.   Det ligger i delstaten Rio de Janeiro, i den sydöstra delen av landet, 800 km sydost om huvudstaden Brasília.
Omgivningarna runt Rio Barra Mansa är huvudsakligen savann. Runt Rio Barra Mansa är det glesbefolkat, med 18 invånare per kvadratkilometer.